# Сгурос, Димитрис
Димитрис Сгурос (греч. Δημήτρης Σγούρος; род. 30 августа 1969, Афины) — греческий пианист.

## Биография
Начал играть на фортепиано в возрасте шести лет, дал свой первый концерт в возрасте семи лет. В 12 лет он уже окончил консерваторию в Афинах с дипломами пианиста и преподавателя игры на фортепиано, получив первую премию и золотую медаль.
В 1982 году в возрасте неполных 13 лет он исполнял Фортепианный концерт № 3 Рахманинова в Карнеги-Холле в Нью-Йорке с Национальным симфоническим оркестром под управлением Мстислава Ростроповича. Его исполнение было представлено как одно из наиболее впечатляющих музыкальных дебютов века.
Сгурос продолжил обучение в Королевской академии музыки в Лондоне, а позже в университете Мэриленда, Колледж-Парк в Соединенных Штатах. Окончил оба заведения с высокими оценками. Кроме своего необычного музыкального таланта, Димитрис Сгурос свободно владеет шестью языками и с отличием окончил математический факультет университет Оксфорда.
Гастроли Димитриса Сгуроса уже состоялись по всему миру, включая Австралию, Австрию, Болгарию, Китай, Францию, Германию, Израиль, Италию, Японию, Корею, Россию, Румынию, Южную Африку, Испанию и Турцию. Он играл для королевских семей Великобритании, Монако и Швеции, также играл под управлением таких дирижёров, как Герберт фон Караян, Леонард Бернстайн, Эмил Табаков, Курт Мазур, Евгений Светланов. С марта 1988 года состоялись три «Фестиваля Сгуроса» в Гамбурге, Любляне и Сингапуре.